# Consejo Económico y Social Provincial de Chile
El Consejo Económico y Social Provincial (conocido también como CESPRO) era un órgano de asesoría y participación ciudadana a nivel provincial en Chile, establecido por la Ley 19.175, Orgánica Constitucional de Gobierno y Administración Regional.
Este organismo tenía por principal misión asesorar al Gobernador Provincial en materias exclusivamente administrativas, excluyéndose por tanto las de Gobierno Interior. Asimismo, podían hacer labores de estudio e investigación, requerimientos a autoridades regionales, provinciales o municipales, presentar proyectos de desarrollo, entre otras labores.
Según establecía la ley 19.175, el CESPRO era presidido por el gobernador (art. 49), y lo integran, aparte de éste, por una serie de miembros (art. 48):
- 24 miembros son elegidos por entidades y grupos de la siguiente forma: ocho por las agrupaciones provinciales de organizaciones laborales; ocho por las asociaciones empresariales y productivas; tres por las organizaciones culturales de la provincia; tres por las asociaciones de profesionales, y dos por las fundaciones y corporaciones privadas dedicadas al fomento de la educación y la ciencia. Previo a esta elección, una comisión determinaba qué asociaciones tenían derecho a elegir miembros (art. 53 y sgtes)
- Miembros por derecho propio: un representante de las Fuerzas Armadas y de Orden con asiento en la provincia, y los rectores o directores de establecimientos de educación superior con asiento en la provincia.

Los miembros del CESPRO duraban cuatro años en su cargo y pueden ser reelegidos.
En sus últimos años, debido a las pocas atribuciones que tenía el organismo, en la mayoría de las provincias no se le convocaba, en otras se le convocaba muy rara vez, y sólo en algunas la convocatoria era con cierta periodicidad.
En 2018, con la reforma establecida en la ley 21.074, que reformó la LOC de Gobierno y Administración Regional, fue suprimido el Consejo Económico y Social Provincial.